# Fred Bischot

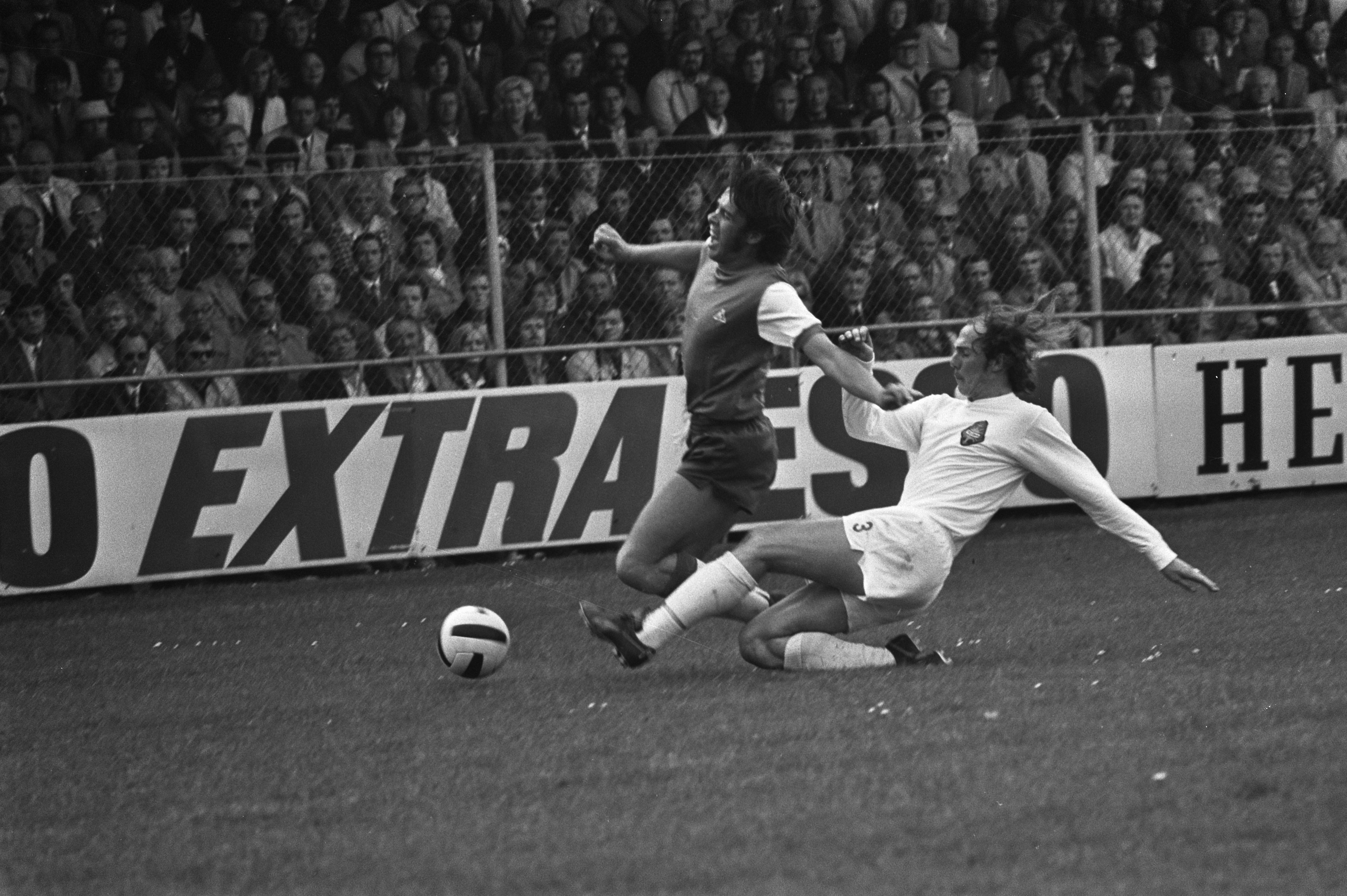
Fred Bischot (rechts) en Peter Ressel in 1972

Fred Jacobus Bischot (Amsterdam, 23 juli 1948) is een Nederlandse voormalig profvoetballer. Zijn positie op het veld was verdediger. Bischot speelde het grootste gedeelte van zijn carrière bij Telstar uit Velsen. Hij kwam 372 competitiewedstrijden voor deze club uit, waarmee hij tot 2020 recordhouder was. Tussendoor speelde Bischot drie jaar bij FC Amsterdam en één jaar bij Go Ahead Eagles uit Deventer.
Hij speelde bij SDW in de Eerste klasse en was aanvoerder van het Nederlands amateurvoetbalelftal toen hij in 1971 door Telstar gecontracteerd werd.
Bischot kreeg landelijke bekendheid toen hij tijdens een wedstrijd op een haar na werd geraakt door een uit het publiek gegooid mes.
Dit gebeurde op 10 juni 1979 tijdens de nacompetitiewedstrijd tussen FC Groningen en Telstar.
De mesgooier bleek een 41-jarige supporter van FC Groningen.
Scheidsrechter Bep Thomas zag hierin aanleiding de wedstrijd te staken waarmee dit incident een primeur werd: het eerste grote 'supportersincident' in Groningen. De wedstrijd zou tien dagen later worden uitgespeeld. Zijn laatste club was ADO '20 waar hij in 1989 stopte.
Na zijn voetbalcarrière was Bischot werkzaam als taxichauffeur en postbode. Daarnaast trainde hij onder meer de amateurclubs SV Wijk aan Zee, LSVV en SV DTS en was trainer van het tweede elftal van VV IJmuiden. Anno 2019 was hij assistent bij het tweede team van BVV De Kennemers.
In zijn periode bij Telstar kreeg Bischot van zijn ploeggenoten de bijnaam Captain Peacock, omdat hij veel leek op Frank Thornton, de acteur die deze rol speelde in de comedy-serie Are You Being Served?.

## Clubs
| Seizoen | Club            | Wedstrijden | Doelpunten | Competitie     |
| ------- | --------------- | ----------- | ---------- | -------------- |
| 1971/72 | Telstar         | 27          | 0          | Eredivisie     |
| 1972/73 | Telstar         | 27          | 1          | Eredivisie     |
| 1973/74 | Telstar         | 29          | 1          | Eredivisie     |
| 1974/75 | Telstar         | 34          | 2          | Eredivisie     |
| 1975/76 | Telstar         | 33          | 1          | Eredivisie     |
| 1976/77 | Telstar         | 30          | 1          | Eredivisie     |
| 1977/78 | Telstar         | 30          | 1          | Eredivisie     |
| 1978/79 | Telstar         | 34          | 5          | Eerste divisie |
| 1979/80 | FC Amsterdam    | 34          | 3          | Eerste divisie |
| 1980/81 | FC Amsterdam    | 35          | 4          | Eerste divisie |
| 1981/82 | FC Amsterdam    | 34          | 3          | Eerste divisie |
| 1982/83 | Go Ahead Eagles | 19          | 0          | Eredivisie     |
| 1983/84 | Telstar         | 32          | 1          | Eerste divisie |
| 1984/85 | Telstar         | 34          | 0          | Eerste divisie |
| 1985/86 | Telstar         | 31          | 2          | Eerste divisie |
| 1986/87 | Telstar         | 31          | 0          | Eerste divisie |
| Totaal  |                 | 494         | 26         |                |